# 角廣勲
角廣 勲（すみひろ いさお、1941年1月1日 -  ）は、日本の経営者。広島銀行頭取を務めた。

## 来歴・人物
広島県出身。1967年に早稲田大学法学部を卒業し、同年に広島銀行に入行した。1998年9月に取締役に就任し、2000年6月に常務、2003年6月に専務を経て、2006年6月には頭取に就任。2012年6月に会長に就任し、2018年6月には特別顧問に就任。
2017年4月に旭日中綬章を受章した。